# Sumie Sakai
Sumie Sakai  (Suzuka, 24 de noviembre de 1971) es una artista marcial mixta y luchadora profesional japonesa. Actualmente reside en los Estados Unidos, apareciendo en empresas como Women's Extreme Wrestling y Chikara, regularmente en Ring of Honor.
Entre sus logros fue la primera Campeona Mundial Femenil de Honor.

## Primeros años
Desde muy joven Sakai practicó judo. De 1995 a 1997, abandonó la práctica de judo para trabajar en el Centro de Cuidado de personas de la tercera edad en Kanazawa, Ishikawa.

## Carrera como luchadora profesional

### Japón
Sakai empezó su carrera en la lucha libre gracias a un amigo que practicaba judo con ella, Megumi Yabushita, le invitó para que se uniera a la industria. Sakai entrenó bajo la tutela de Jaguar Yokota e hizo su debut el 20 de abril de 1997 para la promoción Yoshimoto Ladies Pro Wrestling, enfrentando a Yabushita en Tokio Vaya en para formar un equipo de etiqueta con Yabushita nombró Yabusaka (ヤブサカ?) ().
Más tarde en 1997, Sakai empezó a luchar para Yokota JDStar, donde ganó ambos el Young JDStar y el JDStar Queen of the ring. También ganó el campeonato de las Mujeres del afiliado americano Wrestling Federación y el Campeonato de Equipo de la Etiqueta del afiliado Trans-Mundial Wrestling Federación. En 1999, padezca una pierna rota mientras wrestling Lioness Asuka. Mientras rehabilitando, Sakai devenía enamorado de profesional americano wrestling, y resuelto a un día wrestle en los Estados Unidos.
Mientras en Japón, Sakai afrontó varios prominente macho japonés wrestlers, incluyendo Dick Togo, El Grande Sasuke y Jinsei Shinzaki. Ella furthered su formación debajo Bisonte Kimura, Cooga y Lioness Asuka.

### Estados Unidos

#### Circuito independiente (2002-presente)
Sakai luchó su primer combate en los Estados Unidos en 2002. En mayo de 2002, empiece una visita de tres meses de los EE. UU., donde contienda con Mercedes Martinez en Campeonato de Inglaterra Nueva Wrestling. Mientras en la promoción, ella y Martinez comerciaron el Campeonato de Inglaterra Nuevo Wrestling el campeonato de las mujeres norteamericanas, pero Sakai era campeón cuándo regrese a Japón. En 2003, deje JDStar y reubicado a los Estados Unidos.
Sakai Apareció con Ring of Honor en junio de 2002 y derrotada Sencillamente Luscious. Regrese en diciembre de 2003 y enero de 2004, derrotando Alison Peligro y perdiendo a Cazador de abril. Regrese a Anillo de Honor encima 20 de agosto de 2005, perdiendo a Lacey en Hacer o Dado 5.
El 17 de abril de 2005, Sakai organizó "WE LOVE SABU", un par de espectáculos aguantó en el Diferir Ariake #Arena en Tokio. "WE LOVE SABU" estuvo organizado en soporte de Terry "Sabu" Brunk, un americano wrestler quién había sido afligido con un virus serio en el verano de 2004, con el procede del espectáculo que va hacia pagar Sabu facturas médicas. El espectáculo la frontera presentada Marcial-Artes Wrestling alumni como Masato Tanaka y Campeonato Extremo Wrestling alumni como El Sandman. Sabu Finalmente hizo una recuperación completa, regresando al anillo encima 21 de mayo de 2005.
En 2009, Sakai empezó entrenar con brasileño jiu-jitsu cinturón negro Bill Scott. 
En 2012, Sakai unió Academia de Artes Marcial Mixta de Kurt Pellegrino en Belmar, NJ a mejor su BJJ y perseguir su MMA carrera.

#### Ring of Honor (2002-2005, 2015-2020, 2021)
Sakai Apareció con Ring of Honor en junio de 2002 y derrotado Sencillamente Luscious en las primeras mujeres en un ROH. Regrese en diciembre de 2003 y enero de 2004, derrotando Alison Peligro y perdiendo a Cazador de abril. Regrese a Ring of Honor encima 20 de agosto de 2005, perdiendo a Lacey en Hacer o Dado 5.
También ha sido actuando regularmente para Ring of Honor, desde entonces 2015 para sus división femenina de Honor. Desde entonces en 2018 está participando en el torneo a coronar la Campeona Femenina del Honor, donde gane en la primera ronda (en ROH 16.º Espectáculo de Aniversario) en contra Hana Kimura. Sakai Devenía las Mujeres inaugurales de campeón de Honor en Supercard de Honor XII después de derrotar Kelly Klein.
El 14 de septiembre Sakai retó a Tenille Dashwood a una lucha titular en el cual el sede sería en Las Vegas, Nevada según Dashwood. En Final Battle, Sakai perdió el campeonato ante Klein en un Four Corner Survival Match que también involucró a Karen Q y Madison Rayne.
El 26 de enero de 2019, recibió su primer combate por el Campeonato Mundial Femenino de Honor desde que perdió el título, cuando desafió a Klein, pero no tuvo éxito. El 11 de enero de 2020, en el Saturday Night at Center Stage, Sakai se asoció con Nicole Savoy cuando se enfrentaron a The Allure (Angelina Love & Mandy Leon) en un esfuerzo fallido, después del combate, Sakai atacó a Savoy por frustración, volviéndose rudo en el proceso. Al día siguiente, Sakai derrotó a Savoy en su segundo encuentro entre sí.

#### Regreso después de la pandemia de COVID-19 (2021)
Con el regreso de ROH después de la pandemia de COVID-19, Sakai tuvo su primer combate en un año el 5 de mayo de 2021, donde derrotó a Vita VonStarr, como face nuevamente. El 7 de julio, Sakai recibió un "Golden Ticket" para competir en el Torneo para coronar a la inaugural Campeona Mundial Femenina de ROH. El 30 de julio, Sakai perdió ante Rok-C en la primera ronda del Torneo.

### México
En CMLL Homenaje a Dos Leyendas, participó en la lucha por la primera Copa Irma González, sin embargo perdió.

### Regreso a Estados Unidos

#### Regreso al circuito independiente (2021-presente)
En HOG Who Runs The World? Girls, participó en el Torneo por el vacante Campeonato Femenino de HOG, derrotando en la primera Ronda a Deonna Purrazzo, sin embargo perdió en la Semifinal ante Jordynne Grace. En Nation Extreme Wrestling #5, participó en el Torneo por el inaugural Campeonato Femenino de NEW, derrotando a Nicole Matthews en la Semifinal, sin embargo perdió en la Final ante Kc Spinelli en el NEW #6.
En DPW You Already Know, se enfrentó a Emi Sakura por el Campeonato Mundial Femenino de DPW ain embargo perdió. En GCW Scene of the Crime, derrotó a Parrow.

## Artes marciales mixtas
Sakai Hizo sus artes marciales mixtas debutan encima 14 de octubre de 2006, luchando americano kickboxer Amy Davis en un bout promovió por Tom Supnet del "Primal la tribu que Lucha Club" cuando parte del Xtreme Serie de Lucha II acontecimiento. El bout acabó en un ningún concurso al final del primer tres-minuto ronda larga después de que Davis padeció un daño de brazo y era incapaz de continuar a raíz de un armbar aplicó por Sakai.

## En lucha
- Movimientos finales
  - Buceo splash
  - Rodando cortador - 2016-presente
- Movimientos de firma

- Portazo mate
- Moonsault

- Managers

- Tara Bush

- Apodos

- "Pune Tang" (WEW)
- "Women of Honor’s Ray of Sunshine”

- Temas de entrada
  - "Exótico Blend por Philip Jewson & Paul Cartledge (ROH)

## Campeonatos y logros
- All Japan Women's Pro-Wrestling
  - AJW Tag Team Championship (1 vez) - con Yuko Kosugi

- American Wrestling Federation
  - AWF Women's Championship (2 veces)

- JDStar
  - JDStar Junior Championship (1 vez)
  - JDStar Queen of the Ring Championship (1 vez)

- New England Championship Wrestling
  - NECW North American Women's Championship (1 vez)[11][12]

- Pro Wrestling Unplugged
  - PWU Women's Championship (1 vez)

- Pro Wrestling World-1
  - Pro Wrestling World-1 Women's Championship (1 vez)[13]

- Ring of Honor
  - Women of Honor Championship (1 vez e inaugural)[2]
  - Women of Honor Tournament (2018)

- Trans-World Wrestling Federation
  - TWWF Tag Team Championship (3 veces) - con Cooga (1), Hiroyo Mutoh (1) y Megumi Yabushita (1)

- Valkyrie Women's Professional Wrestling
  - International Joshi Grand Prix (2014)

- Women's Extreme Wrestling
  - WEW Tag Team Championship (1 vez) - con Annie Social[14]

- Pro Wrestling Illustrated
  - Situada en el Nº20 en el PWI Female 50 en 2008.
  - Situada en el Nº12 en el PWI Female 100 en 2018.
  - Situada en el Nº55 en el PWI Female 100 en 2019.

## Récords de artes marciales mixtas
| Resultado     | Récord | Oponente        | Método                      | Evento                              | Fecha                 | Ronda | Tiempo | Localización                              | Notas |
| ------------- | ------ | --------------- | --------------------------- | ----------------------------------- | --------------------- | ----- | ------ | ----------------------------------------- | ----- |
| Derrota       | 2–4    | Jamie Lowe      | TKO (punches)               | Cage Fury Fighting Championships 19 | 2 de febrero de 2013  | 3     | 3:32   | Atlantic City, New Jersey, Estados Unidos |       |
| Derrota       | 2–3    | Iman Achhal     | TKO (punches)               | Ultimate Warrior Challenge 7        | 3 de octubre de 2009  | 2     | 2:30   | Fairfax, Virginia, Estados Unidos         |       |
| Derrota       | 2–2    | Jessica Penne   | Sumisión (armbar)           | Fatal Femmes Fighting 2             | 14 de julio de 2007   | 3     | 0:33   | Compton, California, Estados Unidos       |       |
| Victoria      | 2-1    | Amber McCoy     | Sumisión (rear-naked choke) | Brawl at Bourbon Street             | 25 de mayo de 2007    | 1     | 0:18   | Illinois, Estados Unidos                  |       |
| Derrota       | 1–1    | Jessica Aguilar | Decisión (unánime)          | Combat Fighting Championship 3      | 17 de febrero de 2007 | 3     | 5:00   | Orlando, Florida, Estados Unidos          |       |
| Victoria      | 1-0    | Melissa Vasquez | Sumisión (armbar)           | Freestyle Combat Challenge 25       | 13 de enero de 2007   | 1     | N/A    | Kenosha, Wisconsin, Estados Unidos        |       |
| Sin resultado | 0-0    | Amy Davis       | NC (confusion over rules)   | Xtreme Fight Series 2               | 14 de octubre de 2006 | 1     | 3:00   | Boise, Idaho, Estados Unidos              |       |